# 小田春治
小田 春治（おだ はるじ、1898年5月18日 - 1974年3月19日）は、日本の経営者。兵庫県出身。

## 経歴
1918年に伊丹中学校を卒業し、1923年6月に三ツ星商会(のちの三ツ星ベルト)に入社。1932年10月に取締役に就任し、1944年9月には社長に昇格し、1968年11月には会長に就任。
1962年5月に藍綬褒章を受章し、1965年12月に紺綬褒章を受章し、1966年11月に勲三等瑞宝章を受章。
1974年3月19日、心筋梗塞のために死去。75歳没。